# Plaatjesgalwesp
De plaatjesgalwesp (Neuroterus albipes) is een vliesvleugelig insect uit de familie van de echte galwespen (Cynipidae). De wetenschappelijke naam van de soort is voor het eerst geldig gepubliceerd in 1863 door Schenck.

## Uiterlijk
De wesp zelf is zeer klein en wordt niet veel waargenomen, de door de wesp geproduceerde gallen echter zijn wel vaak op onderkant van de bladeren van de zomereik (Quercus robur) te zien, vooral in de herfst. Het gaat dan voornamelijk om gallen van de agame generatie. De schotelvormige gallen van 0,4 cm doorsnee hebben een duidelijke rand en zijn vaak dubbelgevouwen. Aanvankelijk zijn de gallen groen maar later vaak rood en zelfs paars van kleur. De gallen van de seksuele generatie zijn veel minder talrijk, kleiner, ovaal en minder opvallend lichtgroen van kleur. In beide gevallen zit er een enkele larve in een gal.

## Levenswijze
Net als veel galwespen op eiken heeft de soort een agame en een seksuele generatie. In de vroege lente komen de vrouwelijke wespen uit de platte schotelvormige gallen en leggen hun eitjes in eikenblad waardoor een tweede soort gal ontstaat die minder goed te zien is. Deze gal produceert de seksuele generatie in het midden van de zomer.